# Alice de Hales
Titre
Comtesse de Norfolk
vers 1321 – avant le 12 octobre 1330
(environ 9 ans)
Alice de Hales (ou Hailes, voire de Halys), née vers 1300 et morte avant le 12 octobre 1330, est une femme de la noblesse anglaise, devenue comtesse de Norfolk par son mariage avec Thomas de Brotherton.

## Biographie
Née probablement au début du XIVe siècle, Alice de Hales est la fille de Roger de Hales, un coroner du comté de Norfolk chargé de percevoir et de protéger les impôts du roi, et de son épouse Alice Skogan. Elle est sans doute issue de la gentry du Norfolk et est donc d'un rang franchement inférieur à celui de son futur époux. Peu après août 1321, Alice épouse Thomas de Brotherton, 1er comte de Norfolk et demi-frère du roi Édouard II. Le fait qu'un mariage aussi extraordinaire ait lieu résulte possiblement d'une relation amoureuse entre Alice et Thomas, puisque ce dernier ne peut espérer tirer profit d'une importante dot de son épouse. Leur union survient après l'échec de négociations entreprises par Édouard II pour marier son demi-frère à Marie d'Aragon et d'Anjou, la fille de Jacques II d'Aragon : en effet, Marie a préféré prendre le voile, avec l'accord de son père.
En dépit de ce mariage surprenant, Alice de Hales parvient à entretenir de bonnes relations avec son beau-frère Édouard II, même si son époux ne joue qu'un rôle modeste au cours de son règne. On sait ainsi qu'elle dîne avec le roi à Burgh, dans le Suffolk, le 30 janvier 1326. Il donne à cette occasion une livre à deux ménestrels, le harpiste Henry Newsom et le joueur de citole Richardyn, venus jouer pour eux. En signe d'affection, Édouard II accorde le 20 février suivant la garde de ses filles Aliénor de Woodstock et Jeanne de la Tour, à Joan Jermy, la sœur d'Alice. La comtesse de Norfolk reste par la suite en contact avec son beau-frère, puisque le roi paie à son messager cent shillings le 5 juin 1326 pour lui avoir apporté ses lettres. Alice de Hales meurt avant le 12 octobre 1330, date à laquelle une fondation est créée pour le salut de son âme à Bosham, dans le Sussex.

## Descendance
Alice de Hales et son époux Thomas de Brotherton ont trois enfants :
| Nom                                                           | Date de naissance | Date de décès            | Notes                                          |
| ------------------------------------------------------------- | ----------------- | ------------------------ | ---------------------------------------------- |
| Marguerite de Norfolk, 2e comtesse et 1re duchesse de Norfolk | vers 1322         | 24 mars 1399             | Épouse (1) John Segrave, (2) Wauthier de Masny |
| Édouard de Norfolk                                            | vers 1323         | avant le 9 août 1334     | Épouse Béatrice Mortimer                       |
| Alice de Norfolk                                              | vers 1324         | avant le 30 janvier 1352 | Épouse Edward Montagu                          |